# São José (Lisbonne)
Pour les articles homonymes, voir São José.
São José est une freguesia de Lisbonne.